# Bistahieversor
Bistahieversor (namnet betyder ”Förstöraren från Bisti-stenöknen”), släkte med köttätande dinosaurier från New Mexico. Bistahieversor har dateras till yngre kritaperioden (campanian-skedet) för omkring 74 milj. år sedan och tros ha varit nära släkt med den mer välkända Tyrannosaurus.

## Upptäckt och namngivning
Släktet Bistahieversor är hittills känt från 4 fossila exemplar som är ganska inkompletta. Bland dessa återfinns framför allt en skalle från ett vuxet exemplar, och den andra ett icke fullvuxet exemplar, bestående av skallfragment, skulderblad, högra bakbenet och en stor del av svansen.
Lämningarna av holotypen hittades av Paul Sealy 1997, då han befann sig på en utgrävning vid San Juan, New Mexico. Senare kom Thomas Williamson och tittade på fyndet, och hans intresse väcktes. Det stod klart att Sealey hade hittat en nära släkting till Tyrannosaurus. Utgrävningen fortsatte sommaren 1998, och avslutades i september samma år. I området hittade man också ett fossilt exemplar som inte var fullvuxet (P-25049). De båda fossilen ställdes ut i New Mexico Museum of Natural History and Science, där skallen från det vuxna exemplaret presenterades som "Bisti Beast", och de juvenila exemplaret ställdes ut på andra våningen i museet. Fossilen tillskrevs från början till det omdebatterade släktet Aublysodon, men omklassificerades senare till släktet Daspletosaurus.
2010 tittade Carr och Williamson på fossilen igen, och kom fram till att de troligen hörde till ett eget släkte. De gav det nya släktet och arten namnet Bistahieversor sealeyi, som betyder "Sealey's förstörare från stenöknen", efter Paul Sealey som hittade holotypexemplaret. Carr har sammanfattat släktet Bistahieversor med att "När vi tar alla dessa drag tillsammans, är det klart att vi har något annorlunda än vad som har setts innan," eftersom de trodde att fossilet gav dem mycket kunskaper om tyrannosauroider som de inte hade förut.

## Beskrivning

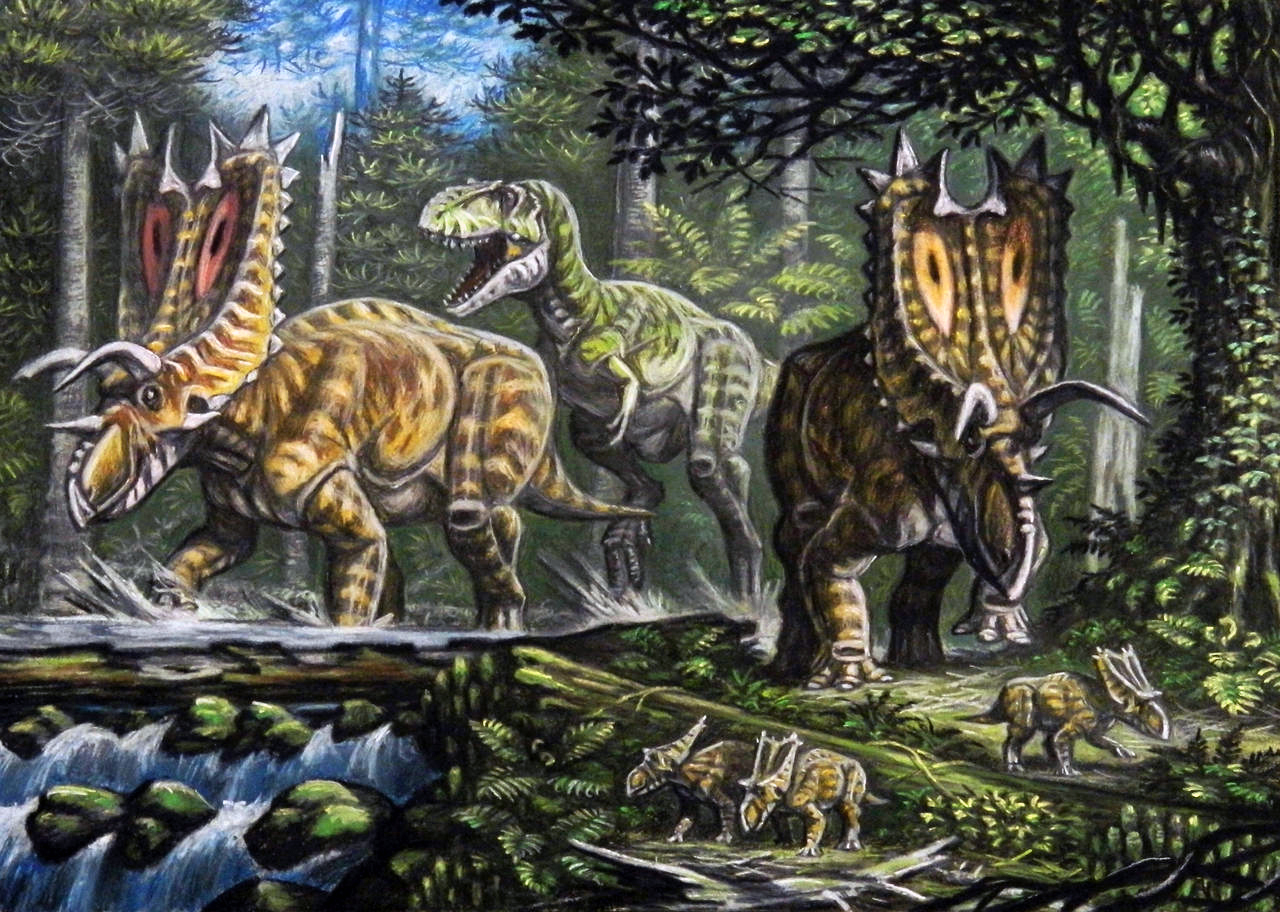
Illustration av Bistahieversor som jagar Pentaceratops.

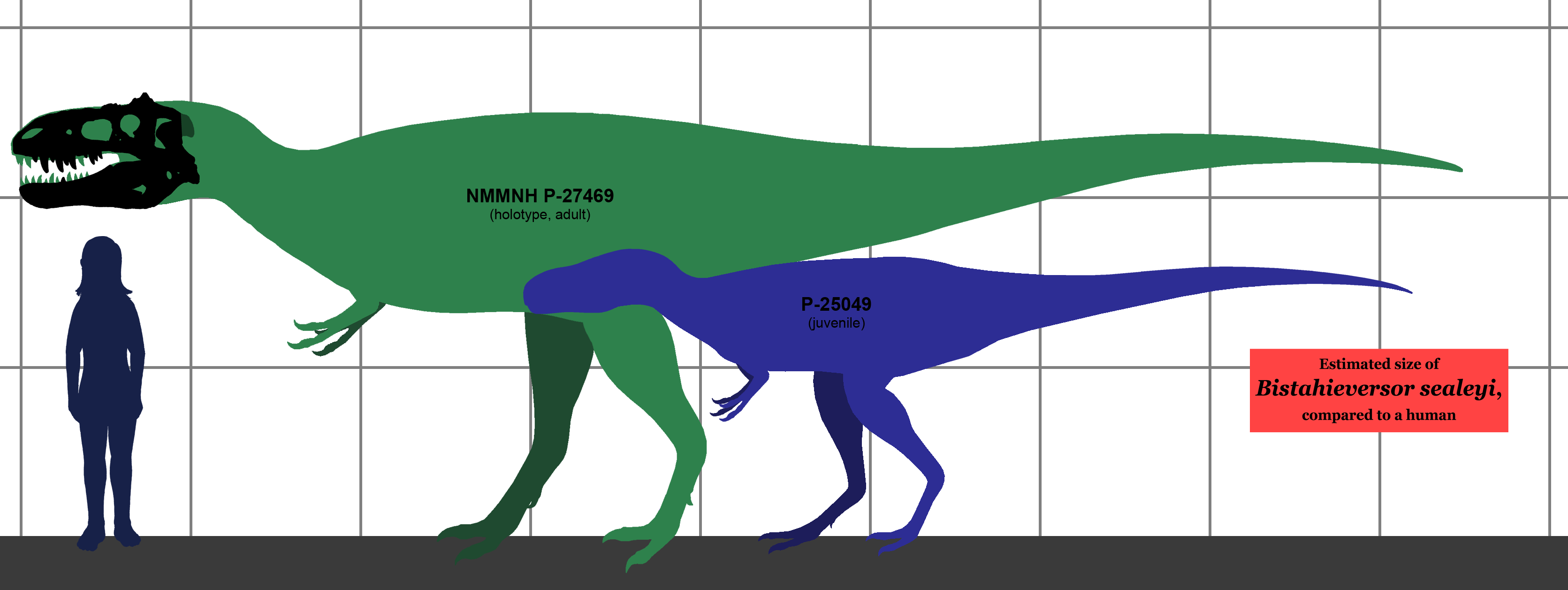
Beräknad storlek på Bistahieversor, i jämförelse med en människa.

Bistahieversor var betydligt mindre än Tyrannosaurus, men var troligen mycket lik sin mer kända släkting. Den hade en kraftig skalle och stora käkar, och liksom andra stora tyrannosauroider är det troligt att den hade grov kropp, kraftig svans, långa bakben, och små framben som endast hade två klor var. Kroppslängden tros ha uppnått omkring 9 meter från nos till svansspets och vikten omkring 3 ton.
En undersökning av hjärnskålen tyder på att Bistahieversor var lättrörlig för sin storlek, hade bra luktsinne och god förmåga att höra högfrekventa ljud.

## Taxonomi och fylogeni
Bistahieversor räknas till överfamilj Tyrannosauroidea, som tros ha levt under Yngre Jura och genom hela Kritaperioden. När Carr och Williamson namngav släktet bedömde man att det var för primitivt för att räknas till familj Tyrannosauridae. Eftersom Bistahieversor har ett väldigt "djupt" nosparti (som tidigare observerats endast hos tyrannosaurider), trots att den betraktas som relativt primitiv, hävdade forskarna att djupa nospartin kunde ha uppstått före Tyrannosauridae.
Vissa senare studier har kommit fram till samma slutsats, medan andra pekar på att Bistahieversor ingår i familj Tyrannosauridae.

## Källhänvisningar
1. 1 2 3  Carr T.D. & Williamson T.E. (2010). "A new tyrannosauroid from New Mexico and the origin of deep snouts in Tyrannosauroidea". Journal of Vertebrate Paleontology. 30(1): 1-16. DOI: 10.1080/02724630903413032
2. ↑  Carr, T. D. and Williamson, T.E. (2000). "A review of Tyrannosauridae (Dinosauria: Coelurosauria) from New Mexico." New Mexico Museum of Natural History and Science Bulletin, 17: 113–145.
3. ↑  www.msnbc.msn.com: "New species is older relative of T. rex", 28-1-2010.
4. ↑  McKeown M, Brusatte S.L., Williamson T.E., Schwab J.A., Carr T.D., Butler I.B., Muir A, Schroeder K, Espy M.A., Hunter J.F., Losko A.S., Nelson R.O., Gautier D.C. & Vogel S.C. (2020). "Neurosensory and Sinus Evolution as Tyrannosauroid Dinosaurs Developed Giant Size: Insight from the Endocranial Anatomy of Bistahieversor sealeyi". The Anatomical Record. 303(4): sid. 1043-1059. DOI: 10.1002/ar.24374
5. ↑  Brusatte S.L. & Carr T.D. (2016). "The phylogeny and evolutionary history of tyrannosauroid dinosaurs". Scientific Reports 6: 20252. doi.org/10.1038/srep20252
6. ↑  Loewen M.A., Irmis R.B., Sertich J.W.C., Currie P.J. & Sampson S.D. (2013). "Tyrant Dinosaur Evolution Tracks the Rise and Fall of Late Cretaceous Oceans". PLoS ONE 8(11): e79420. 10.1371/journal.pone.0079420